# El señor Adrián, el primo
El señor Adrián, el primo (o Qué malo es ser bueno) es un sainete de Carlos Arniches, estrenado en el Teatro de la Comedia de Madrid el 21 de diciembre de 1927.

## Argumento
Cargada de todos los elementos del más puro casticismo, que caracteriza la obra de Arniches, la representación se desarrolla en el Madrid de la época, planteando los dilemas éticos del honrado Señor Adrián, que aspira a regir su vida por principios morales y éticos que no terminan más que trayéndole problemas.

## Personajes
- Señor Adrián.
- Nicasio.
- Amparo.
- Dominica.
- Manolo.
- Sra. Leona.
- Chato.
- Churripisqui.
- Balbino.
- Sra. Leandra.
- Benita.
- Cruz.
- Tumbitas.
- Cara.

## Representaciones destacadas
- Teatro (Estreno, 1927). Intérpretes: Casimiro Ortas, Pedro Zorrilla, Eloísa Muro, Antonio Riquelme, María Mayor.
- Teatro (Teatro María Guerrero, Madrid, 1966). Dirección: José Luis Alonso. Decorados: Francisco Nieva. Intérpretes: Antonio Ferrandis, Manolo Gómez Bur, Elisa Ramírez, Montserrat Carulla,  Manuel Gallardo, Rafaela Aparicio, Miguel Ángel, Margarita García Ortega, Ana María Ventura, Florinda Chico.
  - En la representación en el Teatro Romea de Barcelona de la misma compañía, ese mismo año, el elenco varió ligeramente, estando integrado por Antonio Ferrandis, Alfonso del Real, María Fernanda D'Ocón, Félix  Navarro, Rafaela Aparicio, Víctor Gabirondo, Julia Trujillo, Ana María Ventura, Florinda Chico.
- Televisión (Estudio 1, Televisión española, 1967). Dirección: Gustavo Pérez Puig. Intérpretes: Jesús Puente, Manolo Gómez Bur, María Fernanda D'Ocón, Sancho Gracia.